# Kuc

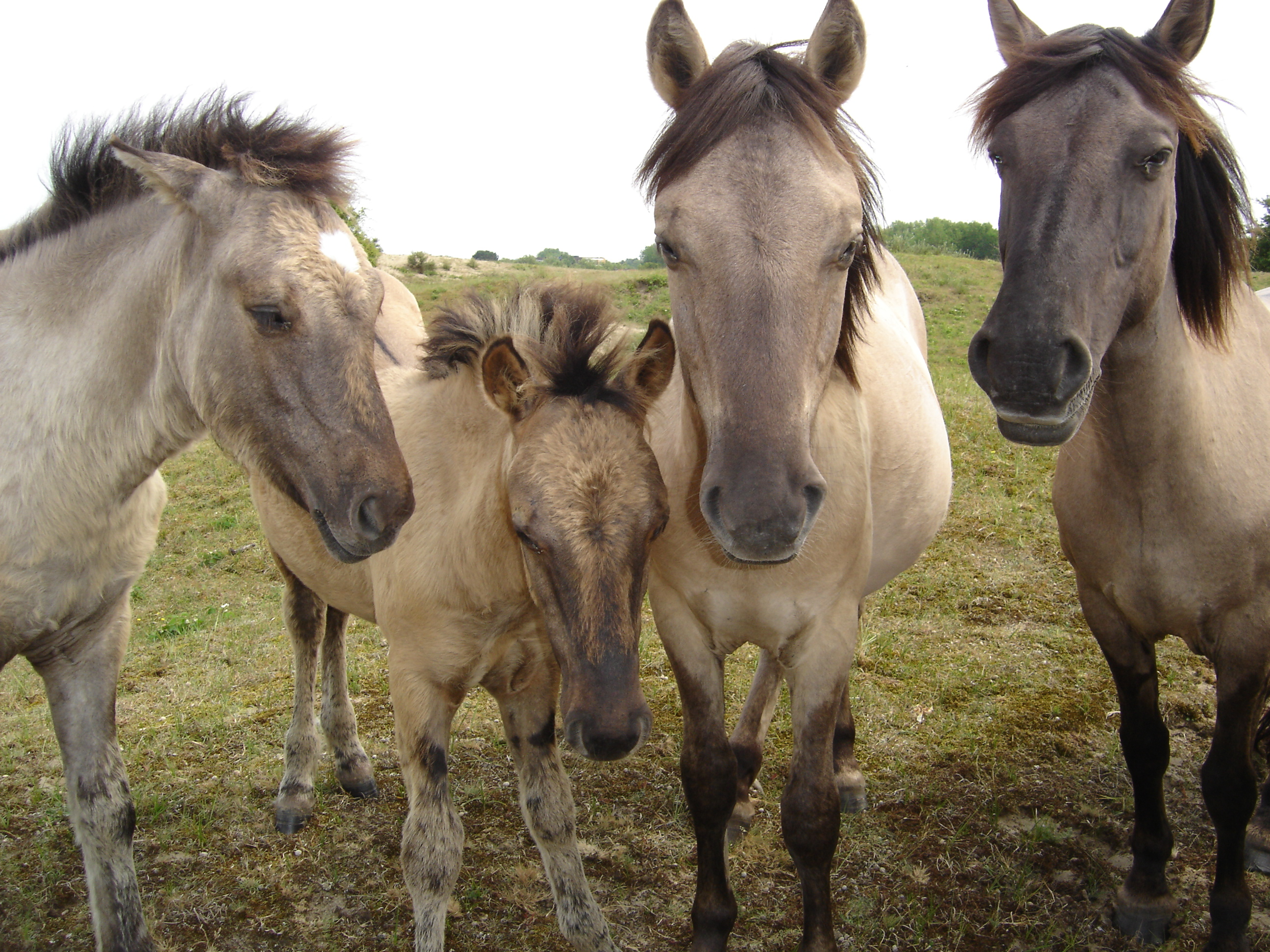
Koniki polskie ze źrebiętami

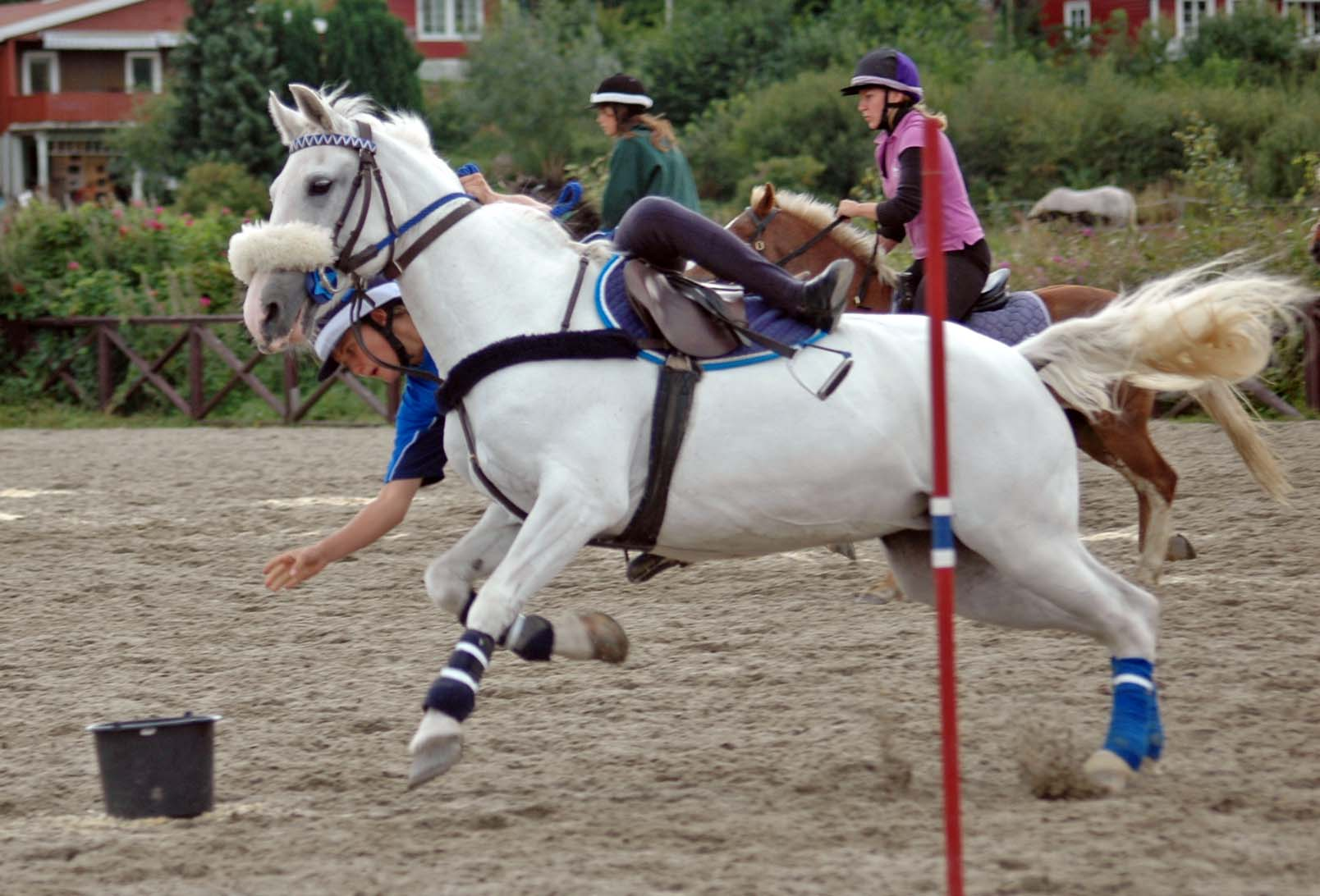
Kuc podczas zawodów

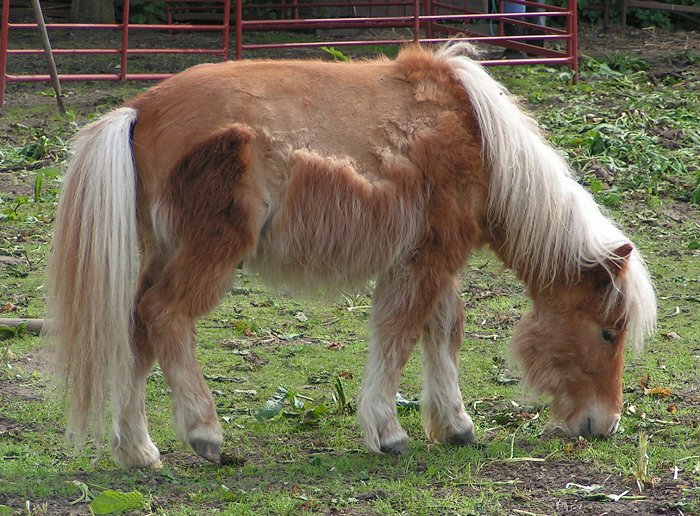
Kuc szetlandzki zmieniający sierść z zimowej na letnią

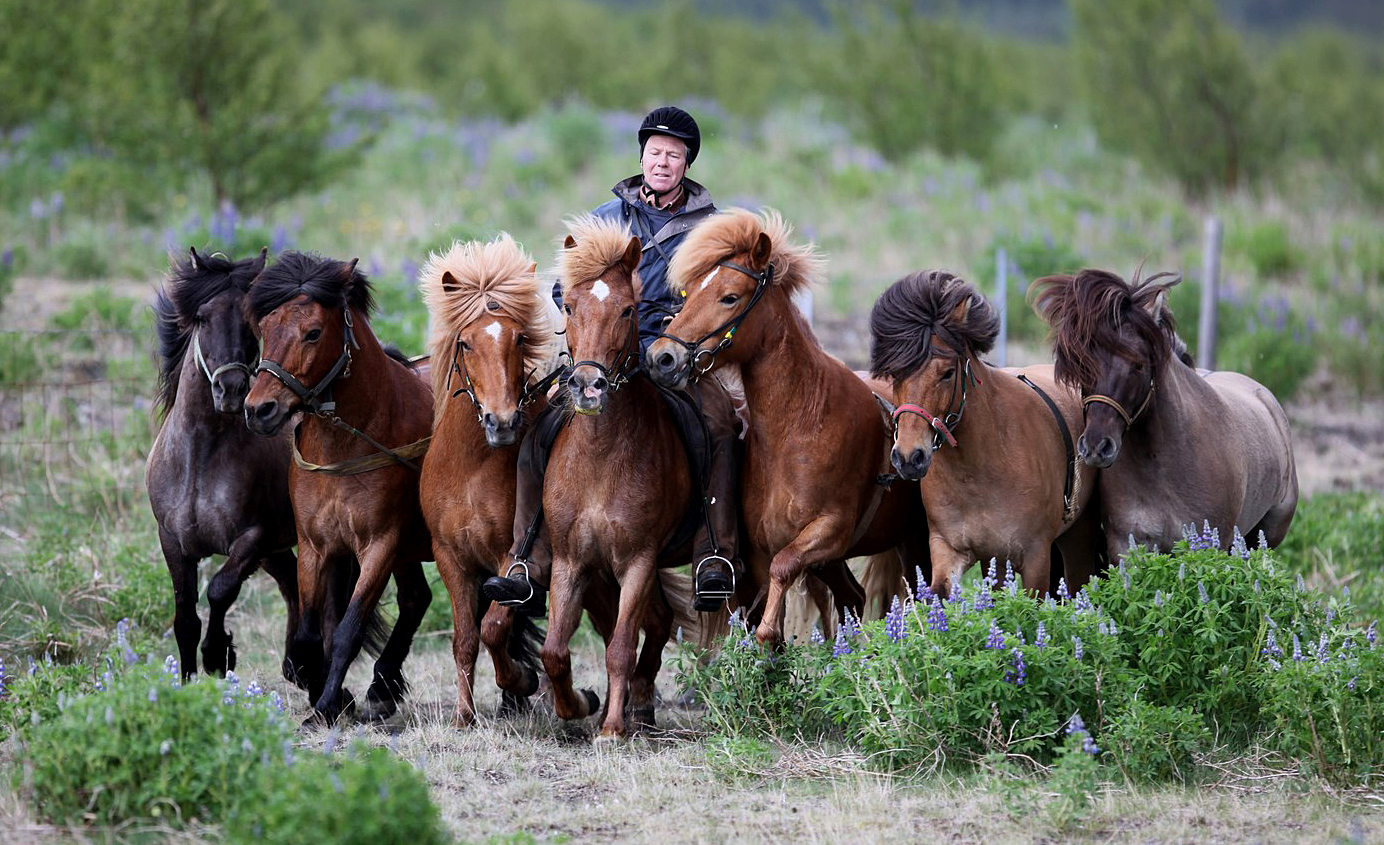
Stado kuców prowadzone przez jeźdźca

Kuce – niewielkie konie o wysokości w kłębie nieprzekraczającej 148 cm (149 cm przy mierzeniu konia w podkowach). Kuce wykazują zwykle właściwości swych dziko żyjących przodków, m.in. żywotność. Użytkowane są jako konie wszechstronne. Przy pracy odznaczają się wysoką wydajnością. W Europie i Ameryce Północnej kuce wykorzystuje się przede wszystkim do jazdy dla dzieci i młodzieży oraz hipoterapii. Poza tym, kuce pracują przy transporcie lekkich ładunków, w cyrku, w rekreacji jeździeckiej oraz rajdach konnych.

## Nazewnictwo
Słowo kuc może mieć różne znaczenie zależnie, czy bierze się pod uwagę zawody jeździeckie, czy pochodzenie oraz budowę konia.
W sporcie kuce to konie poniżej 149 cm, w związku z czym konie czystej krwi arabskiej mogą zostać uznane za kuce, mimo że powszechnie uznaje się je za konie gorącokrwiste. Pod względem hodowlanym zaś znaczenie ma przede wszystkim pochodzenie konia: potomek dwóch rasowych kuców będzie zawsze kucem, nawet, jeśli przekroczy on ten próg wzrostu. W przypadku zwierząt, których jeden rodzic jest kucem, a drugi koniem zwykle również nazywa się je kucami.

## Kuce w sporcie jeździeckim
Rozgrywane są zawody jeździeckie w kategorii kuce (od zawodów regionalnych do Mistrzostw Europy). W skokach przez przeszkody Mistrzostwa Polski rozgrywane są na wysokości do 120 cm, a na Mistrzostwach Europy najwyższe przeszkody mierzą 145 cm. Organizowane są także konkursy w kategorii ujeżdżenia i WKKW dla kuców.
Na zawodach wyróżnia się cztery podstawowe grupy kuców:
- A – do 121 cm w podkowach (dosiadane przez dzieci do 11 lat włącznie)
- B – do 131 cm w podkowach (dosiadane przez dzieci od 10 do 14 lat włącznie)
- C – do 141 cm w podkowach (dosiadane przez dzieci od 11 do 16 lat włącznie)
- D – do 149 cm w podkowach (dosiadane przez dzieci od 12 do 16 lat włącznie)

Dodatkowo wyróżniane są trzy grupy:
- E – małe konie do 157 cm w podkowach (do 21 lat włącznie)
- A2 – dla dzieci poniżej 12 lat dosiadających kuców z grupy B, C oraz D

## Przykłady ras kuców
Grupa kuców obejmuje wiele ras koni, m.in.:
- falabella
- konik polski
- koń huculski
- kuc Dartmoor
- kuc Exmoor
- kuc feliński
- kuc Fell
- kuc gotlandzki (gotland)
- kuc islandzki (w rodzimej Islandii nazywany koniem)
- kuc szetlandzki
- kuc szkocki
- kuc walijski